# Coelacanthus evolutus
Coelacanthus evolutus — вид вимерлих лопатеперих риб ряду целакантоподібних (Coelacanthiformes). Існував наприкінці пермського періоду. Вид є близьким до сучасної латимерії. Досягали близько одного метра довжини. Мали довгі лопастеподібні плавці.
Описаний з фрагментарних решток черепа, які знайдено у місті Амбатобе на півночі Мадагаскару.

## Ресурси Інтернету
- Coelacanthiformes